# Paradiarsia
Paradiarsia är ett släkte av fjärilar som beskrevs av James Halliday McDunnough 1929. Paradiarsia ingår i familjen nattflyn, Noctuidae.

## Dottertaxa tillParadiarsia, i alfabetisk ordning[1][2]
- Paradiarsia coturnicula Graeser, 1892
- Paradiarsia glareosa Esper, 1789, (synonym till Eugnorisma glareosa)
- Paradiarsia herzi Christoph, 1893
- Paradiarsia littoralis Packard, 1867
- Paradiarsia punicea Hübner, 1803, skuggbandsjordfly